# Лисогорське ТВ
Лисогорське ТВ (рос. ЛЫСОГОРСКОЕ ЛО, Лысогорлаг, ЛО при Строительстве 621) — табірне відділення в системі виправно-трудових установ ГУЛАГ.
Час існування: організовано 01.12.54;

закрите 07.05.55.

## Підпорядкування і дислокація
- ГУЛАГ МВС до 02.02.55, з цієї дати — Головспецстрою.

Дислокація: Ставропольський край, м.П'ятигорськ

## Виконувані роботи
- обслуговування Будівництва 621,
- будівництво ТЕЦ-4, будівлі заводоуправління, житлове будівництво, робота в хутрових майстернях і на кам'яному кар'єрі,
- обслуговування Рудоуправління № 10,
- будівництво об'єктів ВЦСПС, МТС Міністерства с/г, санаторію МВС в м.Желєзноводськ

## Чисельність з/к
- 01.03.55 — 2152